# 二出川ユキ
二出川 ユキ（にでかわ ゆき、1973年4月2日 - ）は、日本の作家、イラストレーター、女優。

## 執筆活動

### 書籍
- ワーキングママ　働く女性の初めて出産記

## 女優業

### 吹き替え
- 悪魔の呼ぶ海へ（若きエヴァン）